# Can Jaques de Dalt
Can Jaques de Dalt és una masia a l'est del municipi de Brunyola i Sant Martí Sapresa (Selva) inclosa en l'Inventari del Patrimoni Arquitectònic de Catalunya. Can Jaques de Dalt es tracta d'una masia de planta rectangular, que consta de planta baixa i pis superior i que està coberta amb una teulada a dues aigües de vessants a laterals.
La planta baixa consta de quatre obertures: al centre tenim el gran portal, d'accés, d'arc de mig punt, equipat amb unes poderoses i robustes dovelles, les quals estan molt ben escairades i treballades. El portal està flanquejat per tres finestres - una a la dreta i dues a l'esquerra- d'inspiració o reminiscència gòtica com així ho acredita ràpidament els arquets que les ornamenten i que a la vegada les diferencia una de les altres. Així la que hi ha a la dreta del portal adovellat tan sols presenta un petit arc apuntat. A l'esquerra, la més propera al portal presenta un arc conopial molt apuntat amb un petit òcul al centre i amb les impostes ornades amb petits motius circulars. La segona presenta un arc conopial dentat.
En el primer pis o planta noble hi ha tres finestres que comparteixen els mateixos trets compositius - rectangulars, amb llinda monolítica, muntants de pedra, ampit treballat sota del qual es produeix la solució prototípica que consisteix a disposar dues o tres pedres com a mesura de reforç en la sustentació de la pesant finestra-, però no així els ornamentals: la del centre està ornada amb arquets lobulats; la de l'extrem dret, coberta amb un guardapols i amb arquets dentats coronats per petits medallons circulars i la de l'extrem esquerre amb arquets lobulats. Al costat d'aquesta podem observar les restes vivents del rellotge de sol, el qual ha desaparegut pràcticament, sobrevivint tan sols la bara o broca que servia per marcar les hores.
Tanca la façana en la part superior un ràfec format per cinc fileres: la primera de teula, la segona de rajola plana, la tercera de rajola en punta de diamant, la quarta de rajola plana i la cinquena de teula.
La masia primigènia ha estat prolongada i ampliada en sengles extrems: a la dreta amb l'afegiment d'un cos de dues plantes, amb porta d'arc de mig punt rebaixat en la planta baixa i finestra en el primer pis. I a l'esquerra amb l'obertura d'un portal d'arc carpanell rebaixat amb llinda monolítica i muntants de pedra, en la llinda gravada i incisa amb un arc apuntat al centre del qual hi ha una creu i amb la construcció de la torreta emmerletada, enquestada i adossada a la façana i sense profunditat física aparent, cosa que denota que ha estat construïda com un mer ornament i que no disposa de cap utilitat ni funcionalitat. Aquesta torreta està complementada amb una gàrgola en forma de guineu o llop.
Davant de la masia el terra està parcialment pavimentat i es podria tractar de les restes de l'era original, on es trillaven els cereals.
Paral·lelament cal destacar dues construccions exemptes: per una banda tenim la pallissa de dues planes i coberta amb una teulada a dues aigües de vessants a laterals amb un ràfec prominent sustentat per llates de fusta i tapajuntes amb l'intradós ornat amb formes triangulars policromades amb vermell i blanc. L'accés a la pallissa es practica mitjançant una gran obertura d'arc de mig punt amb una gran llum (amplada) molt accentuada que no pas la sageta (alçada). En el primer pis hi ha una altra obertura de mig punt però en aquest cas molt discreta en comparació a les proporcions de l'anterior. Mentre que per l'altra, a la dreta hi ha una petita construcció de planta hexagonal i coberta amb una petita cúpula.
Pel que fa al tema dels materials, prima per sobre de tot la pedra. Ara bé una pedra que està present en dos formats diferents: per una banda les pedres fragmentades i els blocs irregulars sense desbastar i arrebossats. Mentre que per l'altra la pedra ben treballada i escairada present tant en les dovelles com en les llindes monolítiques i els muntants de pedra de les respectives finestres de la planta baixa i el primer pis.
L'estat de conservació de la masia és extremadament bo i tot apunta i fa pensar que aquesta ha estat objecte, en un període relativament modern, d'unes obres de restauració importants.